# Christian Langeweg
Christian Langeweg foi um jogador de xadrez dos Países Baixos, com diversas participações nas Olimpíadas de xadrez. Langeweg participou de todas as edições de 1960 a 1970 e as edições de 1978 e 1980. Conquistou a medalha de outro em 1966 no quarto tabuleiro, prata em 1980 novamente no quarto tabuleiro e bronze em 1970 no terceiro tabuleiro.